# Constante de Fransén–Robinson
La constante Fransén–Robinson, a veces denotada como F, es la constante matemática que representa el area entre el gráfico de la función gamma inversa, 1/Γ(x), y el eje x positivo. Esto es,
{\displaystyle F=\int _{0}^{\infty }{\frac {1}{\Gamma (x)}}\,dx=2.8077702420285...}

## Otras expresiones
La constante de Fransén–Robinson constant tiene el valor numérico F = 2.8077702420285... (sucesión A058655 en OEIS), y una representación en forma de fracción continua [2; 1, 4, 4, 1, 18, 5, 1, 3, 4, 1, 5, 3, 6, ...] (sucesión A046943 en OEIS). La constante es algo cercana al número de Euler, e = 2.71828... .  Este hecho se puede explicar por medio de la aproximación de la integral por una suma:
{\displaystyle F=\int _{0}^{\infty }{\frac {1}{\Gamma (x)}}\,dx\approx \sum _{n=1}^{\infty }{\frac {1}{\Gamma (n)}}=\sum _{n=0}^{\infty }{\frac {1}{n!}},}
y esta suma es la definición estándar de serie para e. La diferencia es
{\displaystyle F-e=\int _{0}^{\infty }{\frac {e^{-x}}{\pi ^{2}+(\ln x)^{2}}}\,dx}
o equivalentemente
{\displaystyle F=e+{\frac {1}{\pi }}\int _{-\pi /2}^{\pi /2}e^{\pi \tan \theta }e^{-e^{\pi \tan \theta }}\,d\theta .}
La constante Fransén–Robinson puede también expresarse usando la función de Mittag-Leffler como el límite
{\displaystyle F=\lim _{\alpha \to 0}\alpha E_{\alpha ,0}(1).}
Sin embargo se desconoce si F se puede expresar de forma cerrada en términos de otras constantes conocidas.

## Historia de su cálculo
Se ha hecho un gran esfuerzo para calcular el valor numérico de la constante de Fransén-Robinson con gran precisión.
El valor fue calculado con 36  cifras decimales por Herman P. Robinson usando la cuaddratura de Newton–Cotes 11 puntos, con 65 dígitos por A. Fransén usando la fórmula de Euler-Maclaurin, y a 80 dígitos por Fransén y S. Wrigge usando series de Taylor y otros métodos. William A. Johnson calculó 300 dígitos, y Pascal Sebah pudo calcular 1025 dígitos usando integración de Clenshaw–Curtis.